# مارکدورف
شهر مارکدورف (به آلمانی: Markdorf) در ایالت بادن-وورتمبرگ در کشور آلمان واقع شده‌است.